# Hugo Rösch
Heinrich Hugo Rösch (* 3. Juli 1861 in Marienberg; † 14. November 1933 in Naunhof bei Leipzig) war ein deutscher Journalist, Verleger und Herausgeber. Er schrieb auch unter dem Pseudonym Pasquino.

## Leben
Er war der Sohn des Stadtkassierers von Marienberg und besuchte das Realgymnasium in Annaberg. Der aus dem sächsischen Erzgebirge stammende Rösch gründete als junger Mann in der Messestadt Leipzig einen eigenen Verlag, den er nach sich benannte. Am 25. August 1891 schloss er sich mit einem Partner, Philipp Kühner, zum Verlag Rösch & Kühner in Leipzig zusammen.
Als Herausgeber wagte er im Jahre 1884 die Veröffentlichung eines Jahrbuches für das Erzgebirge, das er Glück auf! nannte und welches den Freunden des Erzgebirges gewidmet war. Dieses Jahrbuch, das im Verlag von Carl Reißner in Leipzig erschien, kam über die ersten drei Jahrgänge nicht hinaus. Da Rösch auch eine musikalische Veranlagung hatte, wurde ihm 1886 zusätzlich die Herausgabe der Publikation Sang und Klang im Sachsenlande angetragen, die sich als Sammlung sächsischer Volkslieder verstand. Diese Veröffentlichung erschien ein Jahr später im Verlag der Rengerschen Buchhandlung Gebhardt & Wilisch in Leipzig.
Ferner war Hugo Rösch Herausgeber der monatlich erscheinenden Fachzeitschrift Die litterarische Praxis, die u. a. das Organ des im Oktober 1890 gegründeten Leipziger Schriftstellerinnen-Verein war. Daneben verfasste er für die wissenschaftliche Beilage der Leipziger Zeitung eine Reihe von Beiträgen, meist über das Erzgebirge.
1933 starb Hugo Rösch als freischaffender Schriftsteller in Naunhof bei Leipzig.

## Familie
Hugo Rösch war seit dem 8. Juni 1918 verheiratet. Die Eheschließung fand in Sangerhausen statt. Seine Ehefrau Martha Rösch starb im Jahre 1952.

## Werke (Auswahl)
- Glück auf! Ein Jahrbuch für das Erzgebirge und seine Freunde. Pfau, Leipzig 1883–1886. Digitalisat SLUB
- Sang und Klang im Sachsenlande. Eine Blumenlese heimatlicher Volkslieder. Rengersche Buchhandlung Gebhardt & Wilisch, Leipzig 1887. Hathitrust
- mit Auguste Schmidt: Louise Otto-Peters, die Dichterin und Vorkämpferin für Frauenrecht. Ein Lebensbild. Voigtländer, Leipzig 1898.
- mit Karl Friedrich Pfau: Biographisches Lexikon des deutschen Buchhandels der Gegenwart unter Berücksichtigung der hervorragendsten Vertreter des Buchgewerbes der alten Zeit und des Auslandes, nach Originalquellen bearbeitet. Pfau, Leipzig 1890.